# Sylvain de Golbéry
Pour les articles homonymes, voir Golbéry.
Sylvain Meinrad Xavier de Golbéry, né le 24 septembre 1742 à Colmar (province d'Alsace) et mort le 13 juin 1822 à Paris, est un géographe, ingénieur militaire et explorateur français.

## Biographie
Après des études à l'École préparatoire du génie à Sedan puis à l'École militaire de Mézières dont il sort lieutenant et ingénieur en 1773, il est employé à la restauration des fortifications de Landau puis aux digues du Rhin à Belfort. Nommé capitaine en 1784, il accompagne le chevalier de Boufflers au Sénégal (1885) comme ingénieur et, explore avec lui jusqu'en 1788 les déserts de la Sénégambie et le pays des Maures.
Promu en 1788 lieutenant-colonel, il est nommé en 1791 sur les frontières de l'Est et se retire de l'armée en 1793. Partisan de la colonisation du Sénégal (1802), il entre en 1818 à l’Hôtel des Invalides, dont il est nommé bibliothécaire en 1820.
Jules Verne le mentionne dans le premier chapitre de son roman Cinq semaines en ballon mais fait erreur lorsqu'il écrit qu'il voyagea avec René-Claude Geoffroy de Villeneuve. Les deux hommes étaient bien membres de l'expédition Boufflers mais sur des missions séparées.

## Distinction
- Croix de Saint-Louis.

## Publications
- 1791 : Lettres sur l’Afrique, Paris, in-8°.
- 1802 : Fragmens d’un voyage en Afrique, fait pendant les années 1785, 1786 et 1787, dans les contrées de ce continent comprises entre le cap Blanc et le cap des Palmes, Paris, 2 vol. in-8°, fig.Cet ouvrage a connu deux traductions en anglais : l’une par Fr.-W. Blagdon, 1802, 2 vol. in-18 ; l’autre par W. Madfort, 1803, 2 vol. in-12; et une traduction en allemand, Leipzig, 1804, 2 vol. in-8°.
- 1811 : Considérations sur le département de la Roër, suivies de la Notice d’Aix-la-Chapelle et de Borcette, ouvrage composé d’après les recherches de l’auteur et les documents réunis dans les archives de la préfecture, Aix-la-Chapelle, in-8°.